# Alupka (Crimea)
Alupka (en ruso: Алупка, en ucraniano: Алупка, en tártaro de Crimea: Alupka) es una ciudad balneario de Crimea, situada a las orillas del mar Negro. Forma parte del República Autónoma de Crimea de Ucrania y reclamada por la República de Crimea en Rusia. Además forma parte del municipio de Yalta, siendo la segunda ciudad más importante.
Alupka es célebre por el Palacio Vorontsov, construido en el siglo XIX por el príncipe Mijaíl Vorontsov. Los alrededores de la ciudad poseen números hoteles en la costa del mar Negro, donde permanecen cada año miles de turistas ucranianos y rusos.

## Clima

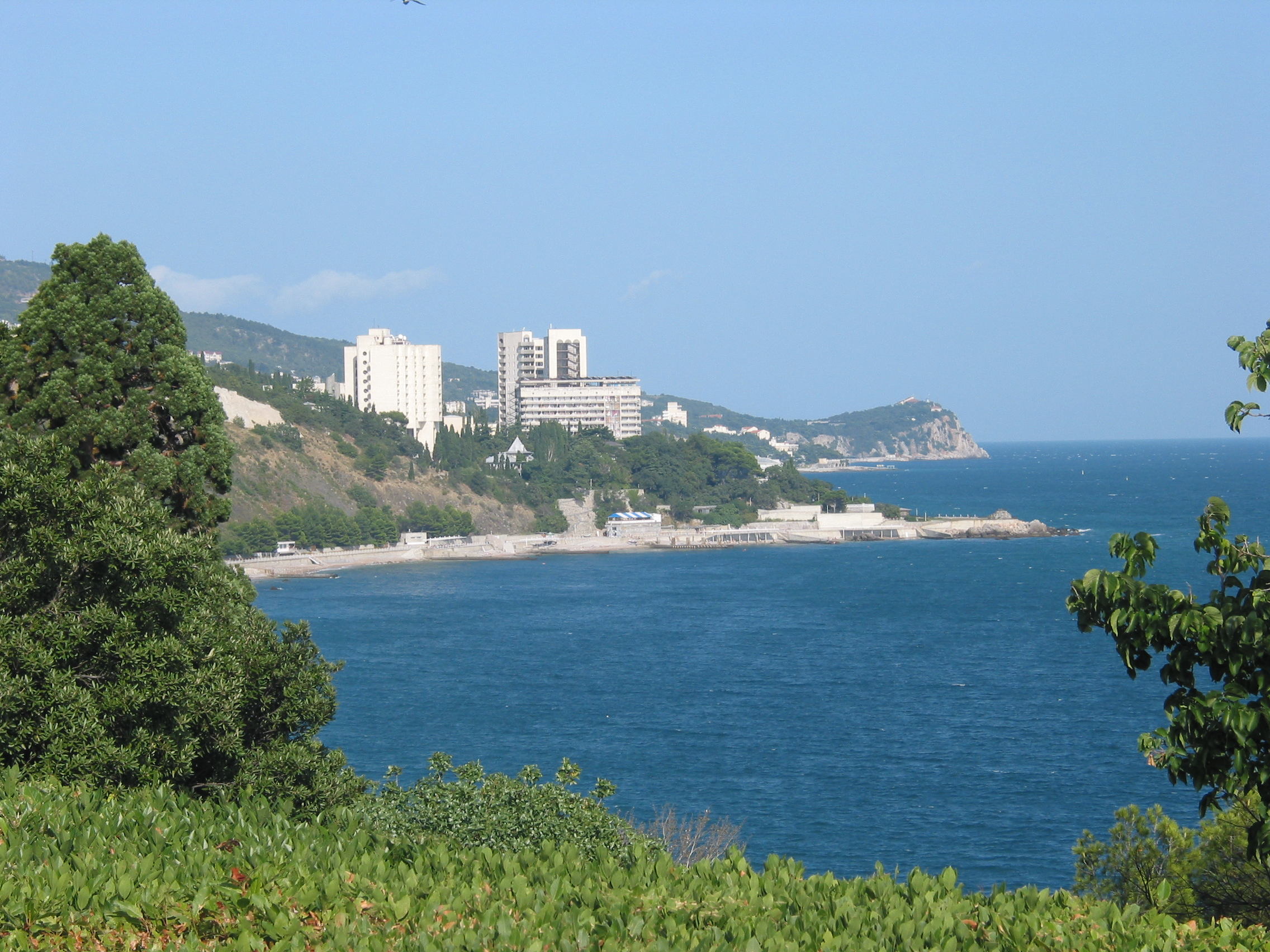
La costa del mar Negro en Alupka.

En Alupka prevalece el clima submediterráneo, muy parecido al del resto de la costa sur de Crimea pero un poco más suave debido a la menor elevación del terreno y la vegetación que crece aquí.
Varios factores principales influyen en el clima de Alupka. Durante todo el año hacen unas temperaturas cálidas, debido a que por esta zona el mar Negro no suele nunca congelarse y por la montaña Ai-Petri que tiene detrás que hace de barrera frente los aires gélidos del norte. Por otra parte el mar funciona como un aire acondicionado natural, ajusta la temperatura en verano suavizando el calor sofocante, y en invierno calienta con el aire costero.
En menos de medio año, el agua del mar está más caliente que la temperatura del aire en la costa. Muy rara vez la temperatura del agua de la costa de Alupka en invierno está por debajo de los +8 °C. La temperatura media del agua a finales de primavera es de +15º a +20 °C y +28 °C en julio y agosto. La temporada de baño se extiende generalmente de mayo a octubre. 
Las heladas y la nieve son fenómenos muy raros en Alupka,ya que por lo general la temperatura en invierno no baja de 3°/5 °C. La temperatura media anual de la ciudad es de 13,6 °C, casi más de 0,5 °C más alta que en Yalta. 
Las precipitaciones son de 200 mm inferior con relación a Yalta, no soliendo sobrepasar más de 400 mm al año. En Sochi, por ejemplo, cae un promedio de 1,700 mm por año. La humedad media es de aproximadamente el 69%. Por lo tanto, una de las valiosas cualidades del clima local es la humedad moderada.
Respecto a la insolación, la de Alupka no es inferior a otras ciudades costeras del sur de Crimea: aquí hay sol durante 208 a 246 días al año. Esta pequeña ciudad ocupa uno de los primeros lugares del mundo con más sol junto con otras ciudades turísticas importantes tales como Niza.
La primavera en Alupka, como en toda la costa sur de la península de Crimea, llega temprano. A principios de marzo ya empiezan a salir los primeros brotes y todo comienza a florecer.

## Historia
Artículo Principal: Historia de Crimea

### Edad Media
La historia Medieval de Alupka esta estrechamente vinculada con la historia de la península en general. Por la Alta Edad Media la población de Crimea constaba de los descendientes de los antiguos habitantes de la península - los tauros, los escitas y los sármatas, además de otras nacionalidades. A juzgar por los monumentos de la cultura material hallados en la costa este, durante los siglos VI-VIII la población era principalmente eslava. 
La primera vez que se usó el nombre de Alupka fue mencionado en fuentes escritas en el año 960, cuando el gobernante jázaro José ben Aarón entre sus lugares gobernados menciona Alubiku(Alupka).
Desde el siglo VI d. C., toda la parte sur de la costa de Crimea estuvo bajo dominio e influencia del Imperio Bizantino. Durante este período se hizo la construcción de una fortaleza en Alupka en el Monte de la Cruz y una pequeña capilla en la montaña Ai-Petri, restos de los cuales han sobrevivido hasta nuestros días.
Al final del siglo XIII, los genoveses de acuerdo con los gobernantes tártaros de Crimea se establecieron en Cafa(Feodosia), en el siglo XIV los venecianos fueron expulsados de Sudak. Entonces se apoderaron de un pequeño pueblo costero, Alupka. En los mapas antiguos genoveses en el sitio de la ciudad moderna se designa un pequeño puerto militar Lyupiko propiedad de los genoveses.

### Edad Moderna
El imperio ruso llevó una dura lucha con el Kanato de Crimea y Turquía. La reunificación de Ucrania con Rusia redobló la fuerza de ambos pueblos, que en el año 1783, la lucha dio un gran giro a favor del imperio. En 1783 Catalina II de Rusia anexionó Crimea. Tras la Guerra ruso-turca (1787-1792) con el Imperio otomano.
Crimea desde entonces se convirtió en una zona rica y comenzó a revivir y desarrollarse rápidamente. Se construyeron carreteras, y las ciudades crecieron, como Eupatoria, Feodosia y Simferopol y fue fundado Sebastopol. Desde entonces, la historia de un desconocido pueblo para todos, Alupki, comienza a evolucionar rápidamente hasta la Alupka de hoy en día.

## Estructuras
La ciudad cuenta con dos escuelas secundarias y una escuela musical para jóvenes, un centro sanatório para el tratamiento de problemas respiratorios, un hospital, un centro de salud, el centro de cultura de Alupka, también tiene dos bibliotecas públicas, dos grandes hoteles, y varios bancos. Se puede encontrar varios edificios religiosos por toda la ciudad, como dos iglesias cristiano ortodoxas, una iglesia evangélica y una bautista y una ermita musulmana.

## Lugares de interés

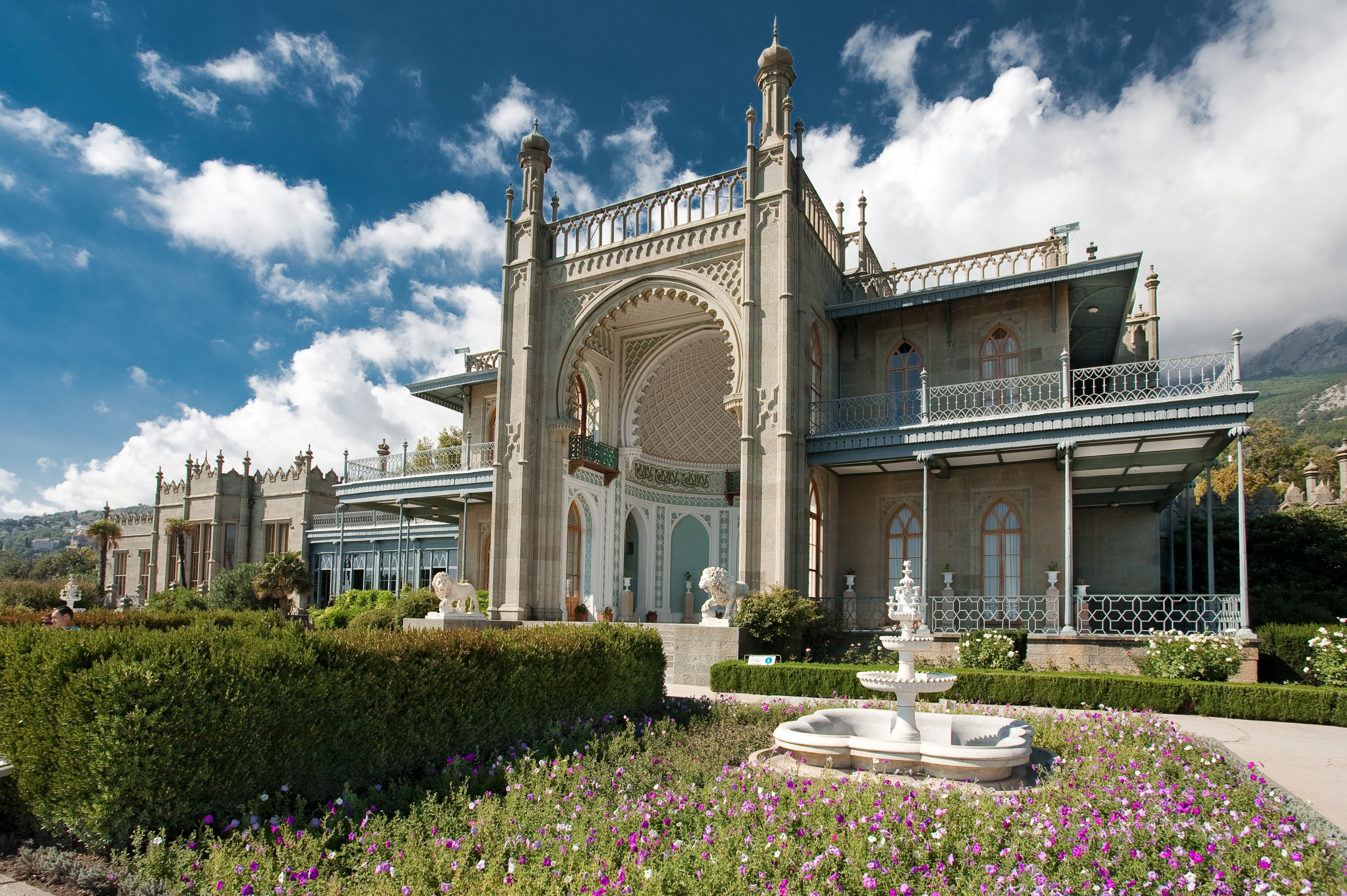
Vista de la fachada principal

Alupka no es solo un centro de veraneo, sino que también un centro de interés turístico. Las principales atracciones de la ciudad son:

### Palacio Vorontsov

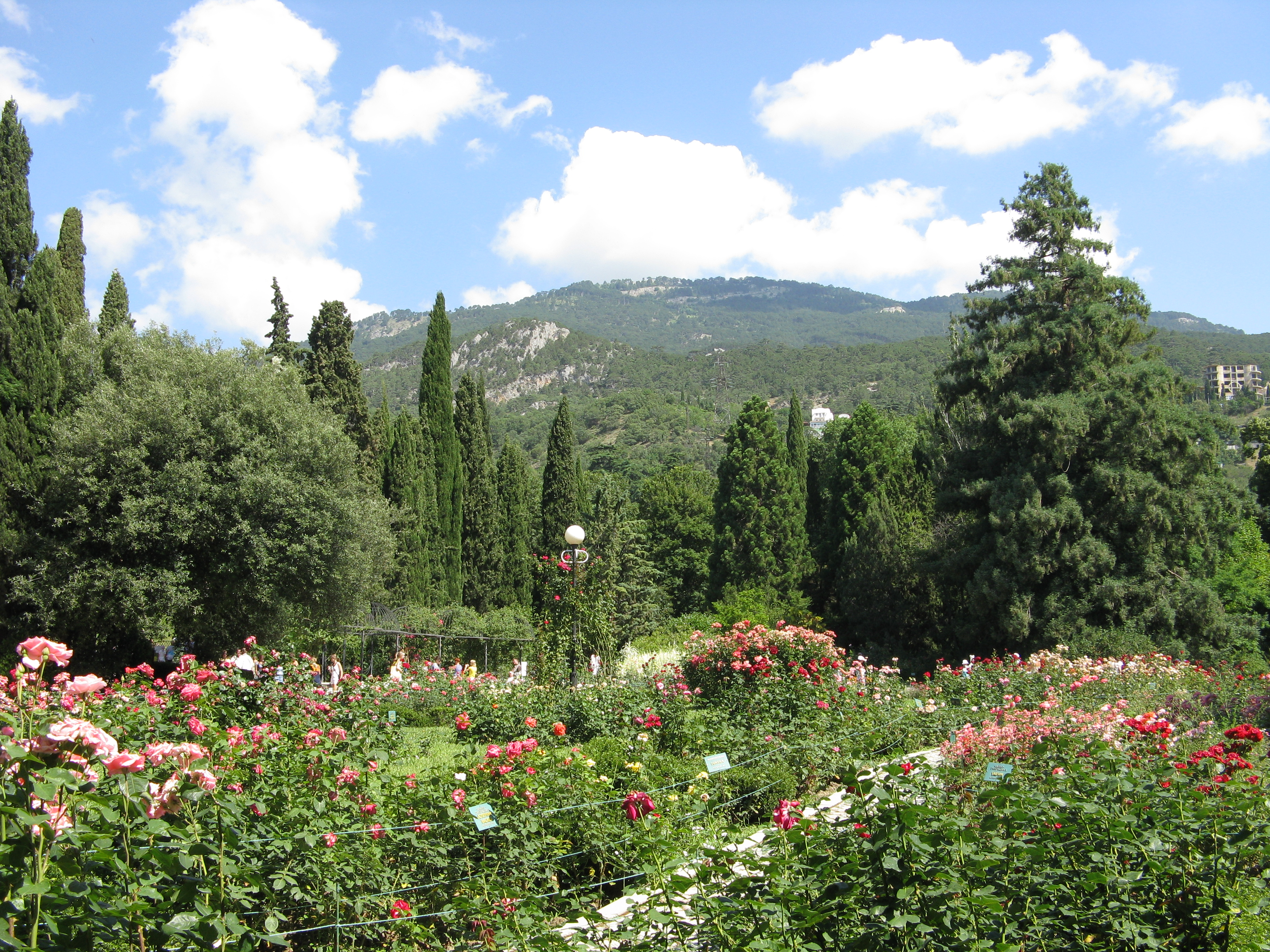
Parte del jardín

La principal atracción de Alupka es el Palacio Vorontsov, construido por el arquitecto inglés Edward Blore, con una extravagante mezcla de estilo baronial escocés y neomorisco, y construido en 1828- 1846 por el príncipe Mijaíl Vorontsov. Durante el transcurso de la Conferencia de Yalta, en febrero de 1945, el palacio, en posesión de los alemanes durante la II Guerra mundial, sirvió de residencia a Winston Churchill y a la delegación británica.

### Jardín de Vorontsov
El jardín de Voronstsov es una verdadera obra de arte. En el trabajaron numerosos pintores, escultores y, por supuesto, los jardineros. Fue creado en el siglo XIX y es una continuación viviente del palacio. 
Se trata de un gran Jardín inglés que fue construido por el príncipe Vorontsov en los terrenos del Palacio Vorontsov. El jardín fue habilitado de diciembre de 1824 a abril de 1851, y fue imaginado, concebido, creado y ha mantenido por el jefe botánico del litoral meridional de Crimea, Carolus Antonius Keebach.

### Monte Ai-Petri

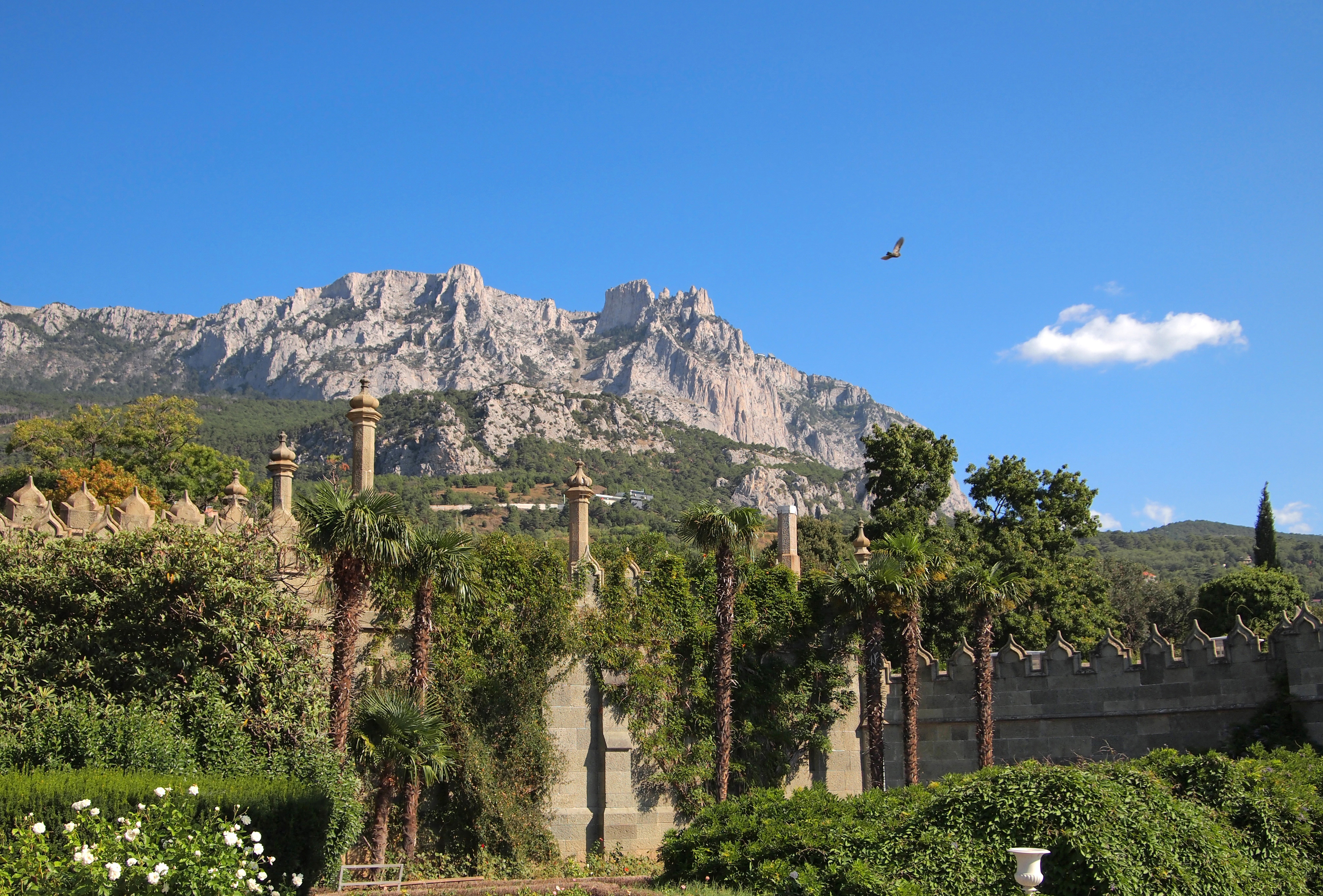
Vistas de la montaña desde el palacio

Alupka está situada al pie del monte Ai-Petri, de 1234 metros de altitud, en las montañas de Crimea. Desde 1987 un teleférico de 3 km, uno de los más largos de Europa, transporta a los pasajeros hasta la cumbre de la montaña, desde donde hay unas excelentes vistas de la ciudad y del mar Negro.